# زبان محلی
زبان محلی یا گویش محلی (انگلیسی: Vernacular) زبان یا گویش بومی (اغلب محاوره‌ای یا غیر رسمی) یک جمعیت مشخص است؛ به ویژه وقتی که متمایز از گونه ادبی، ملی یا معیار آن زبان یا زبان میانجی‌ای باشد که مورد استفاده جمعیت ساکن آن منطقه یا کشور قرار می‌گیرد. برخی زبان‌شناسان «زبان محلی» و «گویش غیر معیار» را به صورت مترادف به کار می‌برند.